# Wouro Sidy
Wouro Sidy est une localité du Sénégal, située dans le département de Kanel et la région de Matam, dans l'est du pays.
C'est le chef-lieu de la communauté rurale de Wouro Sidy et de l'arrondissement de Wouro Sidy depuis la création de celui-ci par un décret du 10 juillet 2008.